# Solefaldssang

Solefaldssang (aujourd'hui orthographié Solefallssang ; « Chants du soleil couchant »), est une mélodie du musicien norvégien Ole Olsen. C'est une mise en musique du texte de son compatriote, l'écrivain Nordahl Rolfsen, chanson pour les enfants extraite de la comédie Svein Uræd (1890). 
L'œuvre est créé le 4 mars 1890, au Christiania Theater. Elle se compose d'un recueil d'histoires norvégiennes où le personnage principal, Svein Uræd, bien que le héros, ne manque pas d'avoir peur parfois. Solefaldssang est un mot norvégien pour le coucher du soleil ; Uræd signifie courageux, sans peur.
La mélodie est encore chantée au XXIe siècle, mais reste presque inconnue hors de Norvège, à l'instar des autres œuvres du compositeur. Olsen a également tiré de l'œuvre de Rolfsen, une Suite pour orchestre à cordes, op. 60.

## Sources et références
- Manuscrit dans la bibliothèque de l'état norvégien
- Aftenposten 1er mars 1890, avec l'annonce
- Édition norvégienne encore plus de détails NKFCD : Chansons de la Norvège